# Eudaemonia pohli
Eudaemonia pohli är en fjärilsart som beskrevs av Abel Dufrane 1953. Eudaemonia pohli ingår i släktet Eudaemonia och familjen påfågelsspinnare. Inga underarter finns listade i Catalogue of Life.